# Mynta

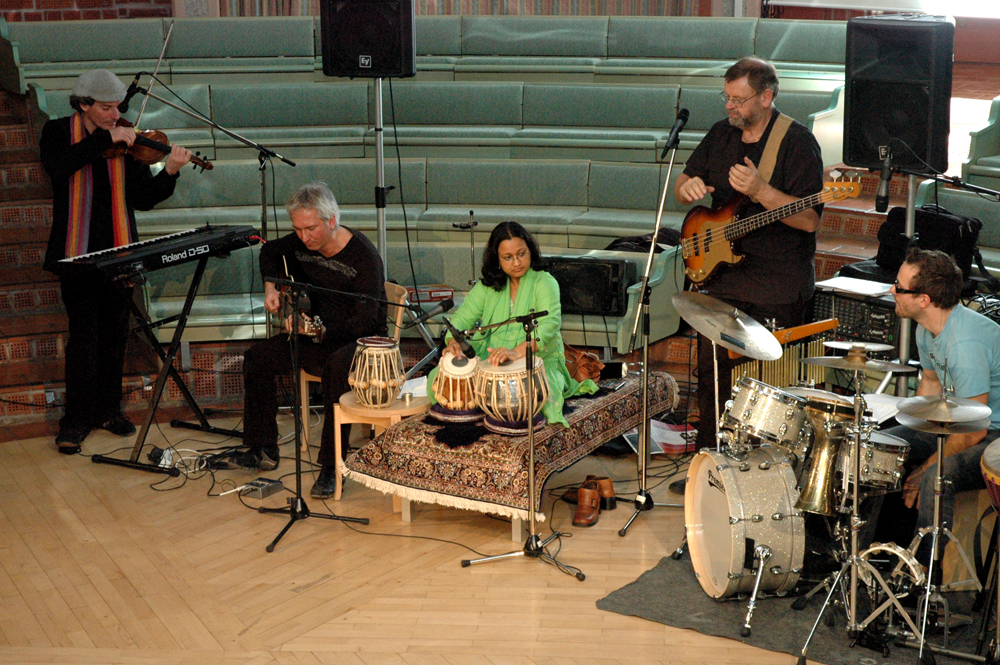
Mynta actuando en la iglesia Kista, en Estocolmo (noviembre de 2006).

Mynta es una banda de jazz fusión Indo-sueca.
La banda se formó originalmente en 1979. Mynta significa menta en sueco.
Mynta está liderado por el músico hindú Fazal Qureshi (tabla), que ha actuado alrededor del mundo con músicos de renombre, como Hariprasad Chaurasia y Shivkumar Sharma. Fazal es el hermano más joven de Zakir Hussain, que perteneció al grupo Shakti de John McLaughlin, una de las bandas pioneras en música de fusión en Europa.

## Miembros del grupo
El grupo está formado por Shankar Mahadevan (vocalista), Santiago Jiménez (violín, teclados), Dallas Smith (flauta indian, saxofón, clarinete), Christian Paulin (bajo eléctrico), Fazal Qureshi (tabla, kanjira), Max Åhman (guitarra acústica) y Sebastian Printz-Werner (percusión).

## Discografía
Han grabado lo siguiente:
- Havanna Club - FLC 1983
- Short conversation - Fat Records 1985
- Indian Time - FLC 1988
- Hot Madras - MNW 1991
- Is It Possible - MYNTA 1994
- Nandu's Dance - Xource/MNW 1994
- First Summer -Xource/MNW 1997
- Mynta Live - Prova 1999
- Cool Nights - Virgin records 2001
- Teabreak - Riverside Records 2003
- Hot Days - Riverside Records 2006